# Забытый (разъезд)
Разъе́зд Забы́тый — железнодорожный раздельный пункт (разъезд) Ростовского региона Северо-Кавказской железной дороги. Расположен в Кручёно-Балковском сельском поселение Сальском районе Ростовской области, в посёлке при разъезде Разъезд Забытый.
Разъезд расположен на двухпутной электрифицированной (переменным током 27,5кВ) железнодорожной магистрали линии Сальск — Тихорецкая и составляет перегон Сальск — Забытый.
На разъезде злектрообогревом оборудован стрелочный перевод
В 2013 году на перегоне проведён капитальный ремонт силами ПМС Глубокая. Георешётка, нужная для усиления земполотна, уложена между стрелочными переводами и на главных станционных путях.
В 2014 году при реконструкции второго пути выполняли регулировку контактной сети силами оперативной бригады сетевого района контактной сети на станции Сальск.
Разъезд входит в структуру Ростовского региона Северо-Кавказской железной дороги ОАО РЖД.
Через разъезд осуществляется движение грузовых и пассажирских поездов дальнего следования.